# Pietro Berti (Politiker, 1967)
Pietro Berti (* 1967) ist ein san-marinesischer Politiker. Er war vom 1. Oktober 1998 bis zum 1. April 1999 gemeinsam mit Paolo Bollini Capitano Reggente (Staatsoberhaupt).
Berti ist von Beruf Arzt und arbeitete als Allgemeinmediziner für die staatliche Sozialversicherung Istituto di sicurezza sociale (ISS) in Serravalle. Der 2014 verstorbene mehrfache Minister und Capitano Reggente 1993/94, Gian Luigi Berti, war sein Onkel.
Er wurde 1993 und 1998 für den Partito Democratico Cristiano Sammarinese (PDCS) ins san-marinesische Parlament, den Consiglio Grande e Generale, gewählt. In dieser Zeit regierte der PDCS gemeinsam mit dem Partito Socialista Sammarinese (PSS). Berti wurde für die Amtszeit vom 1. Oktober 1998 bis zum 1. April 1999 gemeinsam mit Paolo Bollini zum Capitano Reggente, dem Staatsoberhaupt von San Marino, gewählt.
Der PSS schied 2000 aus der Regierung aus, der PDCS bildete gemeinsam mit Partito Progressista Democratico Sammarinese Idee in Movimento–Convenzione Democratica (PPDS–IM–CD) und den Socialisti per le Riforme (SpR) eine neue Koalition, die nach einem knappen Jahr zerbrach. Bei den vorgezogenen Neuwahlen 2001 kandidierte Berti erneut für den PDCS, verfehlte jedoch den Einzug ins Parlament. Er schloss sich in der Folgezeit der neu gegründeten Alleanza Nazionale Sammarinese (ANS) an, für die er bei der Wahl 2006 kandidierte. Die ANS gewann nur einen Sitz. Berti, der Platz zwei der Liste erreichte, verfehlte erneut des Einzug ins Parlament. Berti kehrte später wieder zum PDCS zurück, in dessen Zentralrat (Consiglio Centrale) er 2013 gewählt wurde.
Im Januar 2014 wurde Berti, der von mehreren Patientinnen der sexuellen Belästigung beschuldigt wurde, in Untersuchungshaft genommen. Es wurde bekannt, dass bereits seit 2012 im sizilianischen Catania ein Verfahren gegen Berti wegen eines Sexualdeliktes anhängig war. Die erste Instanz verurteilte ihn im September 2014 zu einer vierjährigen Haftstrafe wegen sexueller Belästigung (molestie sessuali), das Urteil wurde in der Berufungsinstanz auf 3 Jahre und vier Monate Haft sowie ein dreijähriges Berufsverbot reduziert.